# Добряницы
Добря́ницы (фин. Vanha Dobrenitsa, Uusi Dobrenitsa) — деревня в Клопицком сельском поселении Волосовского района Ленинградской области.

## История
Упоминается как пустошь Dobrätitza Ödhe в Заможском погосте в шведских «Писцовых книгах Ижорской земли» 1618—1623 годов.
Обозначена на карте Ингерманландии А. И. Бергенгейма, составленной по материалам 1676 года, как деревня Dobrätitsa.
На шведской «Генеральной карте провинции Ингерманландии» 1704 года — как деревня Dobratitsa.
Как деревня Добролица она обозначена на «Географическом чертеже Ижорской земли» Адриана Шонбека 1705 года.
Согласно 6-й ревизии 1811 года мыза Добряниц принадлежала жене генерал-майора Е. Ф. Драхенфельсовой, а  мыза Старые Добряницы с деревнями принадлежала жене генерал-майора Е. Ф. Драхенерес.

ДОБРЯТИЦЫ — мыза и деревня принадлежат наследникам инженер-генерала Корбаньера, число жителей по ревизии: 56 м. п., 58 ж. п. (1838 год)

На карте Ф. Ф. Шуберта 1844 года обозначены две смежные деревни: Старая Добрятица и Новая Добрятица.
В пояснительном тексте к этнографической карте Санкт-Петербургской губернии П. И. Кёппена 1849 года записаны две деревни:
- Alt-Dobranitz (Старые Добряницы), количество жителей на 1848 год: савакотов —  19 м. п., 28 ж. п., всего 47 человек, а также отмечено, что «в деревне есть ещё русское население»
- Neu Dobranitz (Новые Добряницы), количество жителей на 1848 год: савакотов —  25 м. п., 42 ж. п., всего 67 человек[12].

Согласно 9-й ревизии 1850 года мыза Добряницы с деревнями принадлежала полковнице Екатерине Ивановне Крейтер.

ДОБРЯНИЦЫ СТАРЫЕ И НОВЫЕ — деревня полковника Крентфа, по просёлочной дороге, число дворов — 7, число душ — 35 м. п. (1856 год)

Согласно 10-й ревизии 1856 года мыза Добряницы принадлежала теперь уже генеральше Екатерине Ивановне Крейтер.

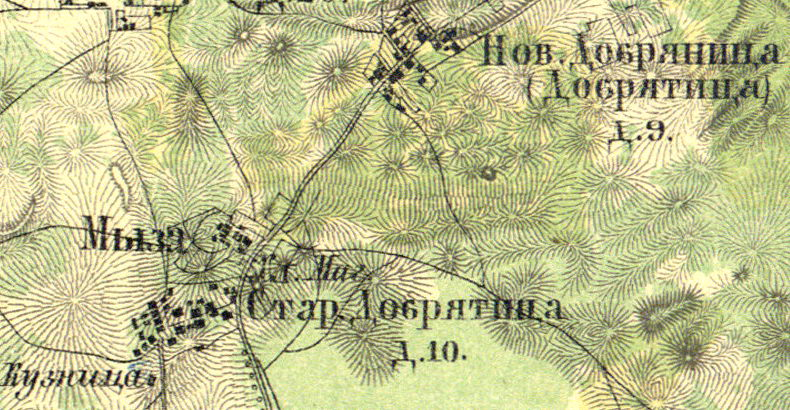
План деревни Добряницы. 1860 год

Согласно «Топографической карте частей Санкт-Петербургской и Выборгской губерний» 1860 года деревня состояла из двух частей Новая Добряница (Добрятица), насчитывающая 9 крестьянских дворов и Старая Добрятица, состоящая из 10 крестьянских дворов, кузницы и хлебного магазина, а также в деревне находилась господская мыза.

ДОБРЯНИЦЫ — мыза владельческая при пруде, по правую сторону Нарвского шоссе в 37 верстах от Петергофа, число дворов — 1, число жителей: 9 м. п., 5 ж. п.
 
ДОБРЯНИЦЫ СТАРЫЕ — деревня владельческая при колодцах, по правую сторону Нарвского шоссе в 38 верстах от Петергофа, число дворов — 10, число жителей: 35 м. п., 29 ж. п.
 
ДОБРЯНИЦЫ НОВЫЕ — деревня владельческая при колодце, по правую сторону Нарвского шоссе в 37 верстах от Петергофа, число дворов — 5, число жителей: 21 м. п., 23 ж. п. (1862 год)

В 1874—1875 годах временнообязанные крестьяне обеих деревень выкупили свои земельные наделы у Е. И. Крейтер и стали собственниками земли.
Согласно «Карте окрестностей Санкт-Петербурга» в 1885 году деревня состояла из дух частей: одна называлась Добряница и состояла из 10 дворов, вторая называлась Добрятица, из 9 дворов.
Согласно материалам по статистике народного хозяйства Петергофского уезда 1887 года мыза Добряницы площадью 667 десятин принадлежала наследникам поручика Ф. Н. Бекнерова, она была приобретена в 1876 году за 20 000 рублей.
В конце XIX века деревни Новые Добряницы и Старые Добряницы административно относились к Медушской волости 2-го стана Петергофского уезда Санкт-Петербургской губернии, в начале XX века — 3-го стана. Население деревень было смешанным — финско-русским.
К 1913 году количество дворов в деревне Новые Добряницы увеличилось до 12.
С 1917 по 1922 год деревни Новые Добряницы и Старые Добряницы входили в состав Добряницкого сельсовета Медушской волости Петергофского уезда.
С 1922 года в составе Модолицкого сельсовета.
С 1923 года в составе Троцкого уезда.
Согласно данным переписи населения СССР 1926 года в деревне Старые Добряницы проживали 138 человек, большинство эстонцы и финны, а также русские и латыши; в деревне Новые Добряницы — 93 человека, большинство эстонцы и финны, а также русские.
С февраля 1927 года в составе Гостилицкой волости. С августа 1927 года в составе Ораниенбаумского района.
С 1928 года в составе Заостровского сельсовета. В 1928 году население деревень Новые Добряницы и Старые Добряницы составляло 256 человек.
По данным 1933 года деревни Добряницы Новые и Добряницы Старые входили в состав Заостровского сельсовета Ораниенбаумского района.
| - План деревни Добряницы | - План деревни Старые Добряницы | - План деревни Новые Добряницы. 1938 год |

Согласно топографической карте 1938 года деревня состояла из трёх частей: Добряницы, которая насчитывала 3 двора, Старые Добряницы — 11 дворов и Новые Добряницы — 12 дворов.
C 1 августа 1941 года по 31 декабря 1943 года деревня находилась в оккупации.
В 1958 году население деревень Новые Добряницы и Старые Добряницы составляло 117 человек.
С 1959 года в составе Каськовского сельсовета Волосовского района.
С 1963 года в составе Кингисеппского района.
С 1965 года вновь в составе Волосовского района.
По данным 1966 и 1973 годов в состав Каськовского сельсовета входили отделные деревни Новые Добряницы и Старые Добряницы.
По данным 1990 года в состав Каськовского сельсовета входила единая деревня Добряницы.
В 1997 году в деревне Добряницы проживали 39 человек, деревня входила в Каськовскую волость, в 2002 году — 55 человек (русские — 87 %), в 2007 году — 41 человек.
В мае 2019 года Губаницкое и Сельцовское сельские поселения вошли в состав Клопицкого сельского поселения.

## География
Деревня расположена в северо-восточной части района на автодороге 41К-358 (Каськово — Модолицы).
Расстояние до административного центра поселения — 4,5 км.
Расстояние до ближайшей железнодорожной станции Волосово — 26 км.

## Демография
| 1838 | 1848 | 1862 | 1997 | 2002 | 2007 | 2010 |
| ---- | ---- | ---- | ---- | ---- | ---- | ---- |
| 114  | →114 | ↘78  | ↘39  | ↗55  | ↘41  | ↘32  |
| 2017 |      |      |      |      |      |      |
| ↗38  |      |      |      |      |      |      |

### Национальный состав
Согласно данным Всероссийской переписи населения 2021 года в деревне проживали 38 человек, из них:
 русские — 34, украинцы — 2, татары — 1, один человек национальность не указал.

## Улицы
Дружбы, Запрудная, Парашютная.